# أشلي أورتيغا
أشلي أورتيغا هي ممثلة فلبينية، ولدت في 26 ديسمبر 1998 في سان فرناندو في الفلبين.

## وصلات خارجية
- أشلي أورتيغا على موقع IMDb (الإنجليزية)
- أشلي أورتيغا على موقع قاعدة بيانات الفيلم (الإنجليزية)